# Dhammacakkappavattana Sutta

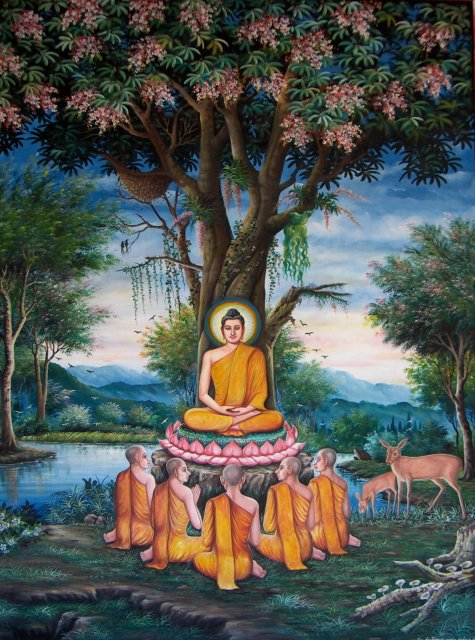
Il Discorso di Benares in un dipinto a Wat Chedi Liam, Thailandia

Il Dhammacakkappavattana Sutta (pali; sanscrito: Dharmacakrapravartana Sūtra) è un testo considerato dai buddisti come la restituzione del primo Discorso di Benares tenuto all'età di 35 anni da Buddha, nel parco delle gazzelle nei pressi di Sarnath vicino Varanasi (detta anche Benares) nel 528 a.C. ai suoi primi cinque discepoli, dopo che nei pressi del villaggio di Bodhgaya, nell'odierno Stato del Bihar, aveva raggiunto il risveglio spirituale.

## Contenuti
Secondo la tradizione buddista theravāda, il Buddha pronunciò questo discorso il giorno dell'Āsāḷha Pūjā, nel mese di Ashadha, esattamente sette settimane dopo aver raggiunto l'illuminazione. Il suo pubblico era composto dai cinque asceti che erano stati suoi ex compagni: Kondañña, Assaji, Bhaddiya, Vappa e Mahānāma.
Il discorso è quindi detto anche il "Discorso di Benares", fondamentale per il buddismo, tanto da essere considerato l'evento che dà inizio al dharma, ossia la dottrina buddista, che da esso prende le mosse. Da altri è invece considerato solo il punto d'inizio della prima comunità buddista, formata proprio da quei cinque asceti che lo avevano abbandonato anni prima sfiduciati, dopo essere stati a lungo suoi discepoli. La ricorrenza di questo evento è comunque celebrata con la festa di Āsāḷha Pūjā.
L'argomento principale del discorso sono le quattro nobili verità, cioè l'orientamento fondamentale del Buddismo  in un'espressione stereotipata  . Si riferisce anche ai concetti buddisti della Via di Mezzo, dell'impermanenza e dell'origine dipendente.
Il buddismo è infatti identificato come "la via di mezzo" (sanscrito madhyamā pratipadā, pāli majjhimā pāṭipadā) in cui si riconosce che la retta condotta risiede nella linea mediana di condotta di vita evitando tanto gli eccessi e gli assolutismi, quanto il lassismo e l'individualismo.
Nell'esposizione di questo insegnamento il Buddha enuncia le quattro nobili verità, frutto del proprio risveglio spirituale testé raggiunto, che contemplano l'aspetto pratico della condotta di vita e della pratica spirituale buddista nel cosiddetto Nobile ottuplice sentiero, che costituisce il secondo cardine dottrinale del buddismo.
I punti salienti della visione buddista della "realtà percettiva" indirizzata dall'insegnamento del Buddha, sono:
1. La dottrina della sofferenza o duḥkha (sans., dukkha, pāli), ossia che tutti gli aggregati (fisici o mentali) sono causa di sofferenza qualora li si voglia trattenere ed essi cessino, oppure si voglia separarsene ed essi permangano.
2. La dottrina dell'impermanenza o anitya (sans., anicca, pāli), ossia che tutto quanto è composto di aggregati (fisici o mentali) è soggetto alla nascita ed è quindi soggetto a decadenza ed estinzione con la decadenza ed estinzione degli aggregati che lo sostengono;
3. La dottrina dell'assenza di un io eterno e immutabile, la cosiddetta dottrina dell'anātman (sans., anattā, pāli) come conseguenza di una riflessione sui due punti precedenti.

Tale visione è integrata nella:
- Dottrina della coproduzione condizionata (sans. pratītyasamutpāda, pāli paṭiccasamuppāda), ossia del meccanismo di causa ed effetto che lega gli esseri alle illusioni e agli attaccamenti che costituiscono la base della sofferenza esistenziale;
- Dottrina della vacuità (sans. śunyātā, pāli: suññatā) che insiste sull'inesistenza di una proprietà intrinseca nei composti e nei processi che formano la realtà e sulla stretta interdipendenza degli stessi.

Un elemento importante del buddismo, riportato nel Canone, è la conferma dell'esistenza delle divinità come già proclamate dalla letteratura religiosa vedica (i deva, tuttavia, nel buddismo sono sottomessi alla legge del karma e la loro esistenza è condizionata dal saṃsāra). 
A differenza, tuttavia, delle altre correnti religiose dell'epoca, il Buddha ritiene che le divinità non possano offrire all'uomo la salvezza dal saṃsāra, né un significato ultimo della propria esistenza. Tuttavia la totale mancanza di centralità delle divinità nelle pratiche religiose e nelle dottrine buddiste di tutte le epoche ha fatto considerare, da parte di alcuni studiosi contemporanei, il buddismo come una religione 'atea'.